# Courmayeur Ladies Open
Courmayeur Ladies Open este un turneu de tenis care are loc la Courmayeur, Italia pentru jucătoarele profesioniste de tenis a cărui primă ediție face parte din Turul WTA 2021. Se desfășoară pe terenuri cu suprafeță dură și are loc la sfârșitul lunii octombrie.

## Rezultate

### Simplu
| An   | Campioană   | Finalistă    | Scor          |
| ---- | ----------- | ------------ | ------------- |
| 2021 | Donna Vekić | Clara Tauson | 7–6(7–3), 6–2 |

### Dublu
| An   | Campioane               | Finaliste              | Scor             |
| ---- | ----------------------- | ---------------------- | ---------------- |
| 2021 | Wang Xinyu Zheng Saisai | Eri Hozumi Zhang Shuai | 6–4, 3–6, [10–5] |